# 陳嘉倩
陳嘉倩（英語：Katherine Chan Ka-sin，1990年5月20日—），香港女藝人，曾任now TV記者及新聞主播、無綫新聞主播及天氣報告主持。

## 簡歷
陳嘉倩畢業於青衣島保良局陳溢小學，後於2002年至2009年期間就讀葵涌聖公會林護紀念中學，與無綫新聞部前同事黃曉瑩為同級同學（2007年第35屆中五）。她在2009年高級程度會考以1A2B成績升讀香港中文大學崇基學院英文系，副修德文、西班牙文，2012年畢業。
2011年至2012年，曾兼任香港電台節目《388放題》主持。其後她選擇在新聞界發展，於2013年加入now TV新聞部任主播，至2014年3月被時任無綫電視新聞及資訊部總監袁志偉邀請加入無綫新聞出任主播。
加入無綫新聞後短短半年便兼任《周末主播室》。2014年9月2日，陳嘉倩開始主持《新聞提要》。同年10月5日，她開始主持《天氣報告》。2016年1月3日，她開始主持《星期日香港早晨》。同年1月11日，她開始主持《香港早晨》，接替被調離財經記者劉雅文。她在新聞報道螢光幕上的曝光率日益增加，由於樣貌甜美，外貌像混血兒，因此在網民心目中漸受歡迎，並稱其為「嘉倩BB」。  
2017年9月，她透過社交網站展示學生證，宣告會暫別廣播界生涯，重返校園，會於同年9月開始到香港浸會大學修讀傳播學文學碩士課程。
2017年11月回歸香港電台，主持香港電台第一台氣候資訊節目《大氣候》至翌年1月底；與此同時，亦開始以部頭形式和香港電視娛樂（ViuTV）合作，將與蘇民峰一同主持旅遊節目《嚮導玩》。
2020年4月下旬以遊戲《Final Fantasy VII 重製版》女主角蒂法·洛克哈特打扮拍攝多張硬照上傳社交帳戶，不少網民都大讚其COSPLAY及打扮還原度極高。其後她更以該造型拍攝短片呼籲大家把握機會在5月2日前登記做選民。
2021年4月，當時考獲駕駛執照不久的陳嘉倩主持ViuTV節目《學神出沒注意》，因其駕駛技術及態度而引起廣泛討論。她在節目的其中一集於合和中心停車場拍攝時更因分心而意外撞倒欄桿，且未有即時下車了解，結果受到不少網民的抨擊，甚至被要求吊銷她的駕駛執照。她事後在社交平台指已作出賠償，並為她的失態道歉。值得一提的是，當時她駕駛的富豪XC40由該節目的贊助商富豪汽車借出；事後富豪汽車在其Facebook專頁宣傳該車款時，其中一張宣傳圖片為該車停泊到節目中的肇事位置，令網民熱烈討論。
2025年5月14日在社交帳戶宣佈和日籍舞者TOMO結婚，並疑似已懷有身孕。

## 演出

### 電視節目主持（ViuTV）
- 2018年：《嚮導玩》
- 2018年：《堅離地》（北韓篇）
- 2019年：《磚·家2》
- 2020年：《今晚趁熱食》
- 2020年：《娛樂 ON AIR》
- 2020年：《轉機 ON AIR》
- 2021年：《學神出沒注意》
- 2021年：《ViuTV 5周年：繼續向前》
- 2021年：《最後一屆口罩小姐選舉》
- 2021年：《夏日有團伙》
- 2021年：《辣王傳》
- 2021年：《賭命夫妻》
- 2021年：《蟲前有10個女仔》
- 2022年：《嘥料》

### 電視節目主持（HOY TV）
- 2024年：《一刻時光》

### 電視節目主持（TVB）
- 2024年：《美食新聞報道》

### 電視節目演出（ViuTV）
- 2021年：《考有Feel》（第15、16集嘉賓）
- 2021年：《ViuTV 2022》（演出）

### 電視劇（ViuTV）
- 2022年：冥冥之中 飾 黎秋男
- 2022年：心靈師 飾 陳雅芙

### 電台節目主持（香港電台）
- 2011-2012年：《388放題》
- 2017-2018年1月27日：《大氣候》，離職後由鄭萃雯接任

### 電影
- 2021: 《拆彈專家2》 飾 新聞報道員